# Al Bowlly

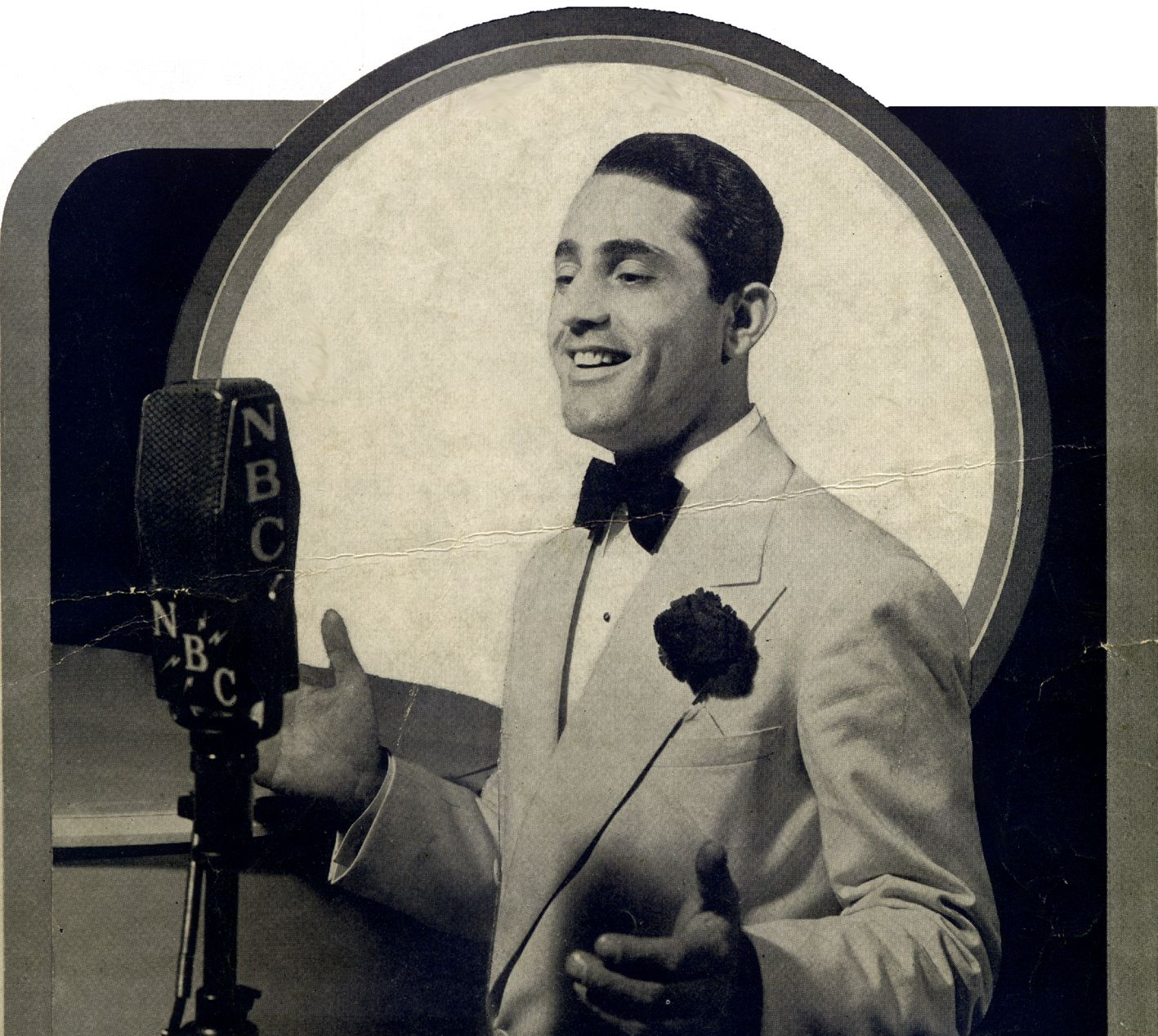
Al Bowlly (1890-1941).

Albert Allick (Al) Bowlly (Laurenco Marques (Mozambique) 7 januari 1890 – Londen, Engeland, 17 april 1941) was een Britse zanger van Zuid-Afrikaanse afkomst. In de jaren dertig was hij de populairste zanger in Engeland.
Bowlly speelde al vroeg banjo en gitaar en werkte in de jaren twintig bij verschillende kleine ensembles in Zuid-Afrika, India en Duitsland. In 1928 werd hij banjospeler-zanger bij het dansorkest van het Londense Savoy Hotel onder leiding van Fred Elizalde, dat vanwege zijn te jazzy repertoire eind 1929 door het Savoy werd ontbonden. Bowlly schnabbelde hier en daar en was een tijdje straatzanger, totdat hem in 1930 door Roy Fox, een Amerikaans kornettist die een orkest leidde in een exclusieve Londense nachtclub, werd gevraagd zijn orkest te komen versterken. Kort daarop werd hij ook door Ray Noble benaderd om bij plaatopnamen van diens studio-orkest te komen zingen. Bowlly's intieme manier van zingen ('croonen') en zijn gevoelige maar niet sentimentele interpretatie bezorgden hem aan beide kanten van de oceaan een reputatie die kon wedijveren met die van de opkomende Bing Crosby.
Nadat Fox in 1932 het leiderschap van de band had overgedragen aan pianist Lew Stone die met de band op tournee ging, rees Bowlly's ster tot ongekende hoogten. In 1934 werd hem door Noble gevraagd mee te gaan naar de Verenigde Staten, waar Noble een orkest zou gaan leiden dat werd samengesteld door Glenn Miller. Ondanks een sterbezetting was het orkest tegen alle verwachtingen in uiteindelijk geen succes en ontbond Noble eind 1936 de formatie. In verband met stembandproblemen trad Bowlly in 1937 weinig op, maar na een geslaagde operatie keerde hij in 1938 definitief terug naar Engeland. Tijdens zijn langdurige afwezigheid was zijn plaats daar echter ingenomen door zangers als Denny Dennis en Sam Browne. Hij trad voornamelijk op als soloartiest en maakte nog plaatopnamen met de orkesten van Lew Stone, Geraldo en Maurice Winnick, maar zijn oude populariteit kon hij niet meer herwinnen. In 1940 vormde hij een duo met zanger-gitarist Jimmy Messene, dat een zeer wisselend succes kende. Bij een Duits bombardement in het voorjaar van 1941 kwam Bowlly, die niet naar de schuilkelder was gegaan, om.
Bowlly was de enige niet-Amerikaanse populaire zanger die een geheel eigen stijl van zingen ontwikkelde. Hij heeft inmiddels onder de liefhebbers van oude dansmuziek een cultstatus verworven en vrijwel alle opnamen die hij met Ray Noble maakte zijn op cd verschenen.
- Biblioteca Nacional de España: XX1698627
- Bibliothèque nationale de France: cb12404203p (data)
- Gemeinsame Normdatei: 118856804
- International Standard Name Identifier: 0000 0001 0141 6516
- Library of Congress Control Number: n82153056
- MusicBrainz: f747a4ff-d54f-41b1-be56-97abcf1eb688
- Nationale Bibliotheek van Israël: 987007344852405171
- Nederlandse Thesaurus van Auteursnamen: 096488247
- SNAC: w6tv7rd1
- Virtual International Authority File: 71477819
- WorldCat: E39PBJgCHYGBydFpYKpjjmFtKd